# Polk (Contea di Venango, Pennsylvania)
Polk è un comune (borough) degli Stati Uniti d'America, situato nello stato della Pennsylvania, nella contea di Venango.